# セーシェルの音楽
本項ではセーシェルの音楽（Music of Seychelles）について説明する。

## 解説
インド洋の独立した島々であるセーシェルには、独特の音楽がある。民俗音楽には、英国のコントルダンス、ポルカとマズルカ、フランスのフォークとポップス、モーリシャスとレユニオンのセガ、ターラブ、ズーク、スークス・ムーティアなどの汎アフリカのジャンル、ポリネシアとインドの音楽など、複数の影響が融合した形で組み込まれている。 
カンムトルと呼ばれるパーカッション音楽の複雑な形式が人気があり、セゲエと呼ばれるセガとレゲエの組み合わせ、 モゲエと呼ばれるモウチャとレゲエの組み合わせ、およびパトリック・ヴィクターによって開発されたケニアのベンガとネイティブの民俗リズムの融合であるモンテアがある。
ジャン・マルク・ヴォルシーは、伝統音楽にモダンなタッチをもたらしたもう一人の有名なセイシェルのミュージシャンで、『Sove Lavi』を含むいくつかのアルバムを発表している。
以来、セーシェル音楽の成長により、現代のレゲエと主流の国際的なポピュラー音楽の融合が採用されてきた。